# Andrea Solans Ballester

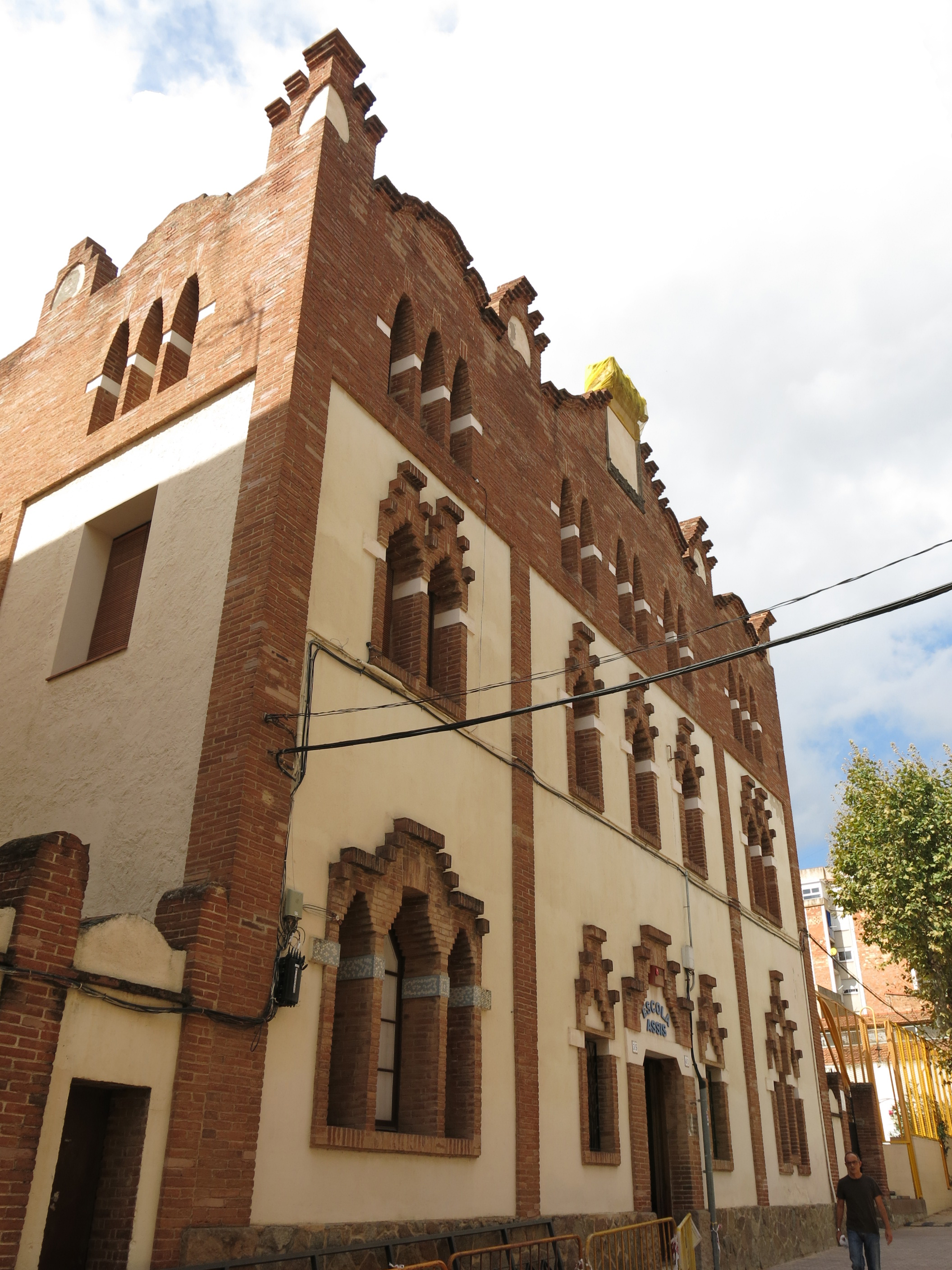
Escola on va viure la Beata Andrea a Premià de Mar

Andrea Solans Ballester (Lleida, Segrià, 1875 - Barcelona, 1936), fou una de les Germanes Caputxines de la Mare del Diví Pastor beatificada per l'Església Catòlica.

## Biografia
Va néixer a Lleida el 3 d'abril de 1875 en una família senzilla, humil i molt cristiana. Els seus pares, Ramon i Antònia la bategen a l'Església de Sant Llorenç de Lleida i en aquesta església va rebre la confirmació l'any següent. Amb disset anys l'abril de 1893 sol·licita l'ingrés en la congregació de les germanes caputxines de la Mare del Diví Pastor. Rebuts els permisos paterns i del bisbe, inicia el postulantat a Sants i pren l'hàbit amb el nom de «Andrea», i progressivament va refermant la seva vocació al carisma de l'institut. El 20 de maig de 1894 té lloc la seva primera professió per cinc anys. Prossegueix la formació religiosa i humanística en la Congregació. Finalitzat aquest període, el 13 de desembre de 1899, emet la professió perpètua a la Comunitat d'Igualada. Durant algun temps va residir a Igualada, però en 1935 ja residia a Premià de Mar, on vivia dedicada a l'apostolat propi de la seva Congregació.

## Martiri
La Guerra Civil espanyola la va sorprendre a la Comunitat de Premià de Mar. El 19 de juliol de 1936 algunes germanes ja havien passat la nit fora, en cases de persones de confiança, unes altres van dormir a la Comunitat. La germana Andrea va sortir del col·legi amb la germana Maria Auxili Noguera Manubens, allotjant-se al mateix poble durant uns dies a casa dels senyors Estival, des d'on esperaven l'oportunitat de viatjar a Barcelona i d'allí a Manresa per refugiar-se entre els seus familiars. Molt aviat es van presentar els milicians en aquesta casa i van fer un escorcoll exhaustiu. Les van estar interrogant d'una en una, fins ben entrada la matinada i després les van obligar a sortir del poble. El 31 de juliol un fill dels senyors Estival les acompanyar en el seu viatge a Barcelona. En arribar els milicians les van reconèixer com a religioses, les van detenir en sortir de l'estació de França i els van demanar la documentació, al costat de diverses religioses de clausura de Mataró. Les van escorcollar, a la germana Andrea li van trobar varis objectes personals i religiosos. Reconeguda com a religiosa va ésser afusellada aquell mateix dia, en un descampat al costat de l'Estació de Torrassa de l'Hospitalet de Llobregat. Va morir perdonant els seus assassins i invocant el Sagrat Cor cridant en veu alta: "Sagrat Cor de Jesús, en Vós confio". Segons l'informe mèdic forense, presentava «dues ferides, per arma de foc, una a la regió frontoparietal esquerra, amb destrossa del cervell, i una altra, també en el mateix lloc amb aixecament de la base cranial». Sabem la sort que ambdues van córrer pels documents i la carta escrita per la M. Calvari Artigas, en què ens descriu la seva mort narrada per un dels qui els van donar mort. Juntament amb les germanes Maria Auxili i Patrocini, i 13 beats d'altres congregacions, van fer el procés de beatificació, que va culminar el dia 10 de novembre del 2018 al Temple de la Sagrada Família de Barcelona amb la seva beatificació.